# الطريق السريع 10 (السعودية)
الطريق السريع رقم 10 (بالإنجليزية: Highway 10) هُو طريق سريع ومُستقيم يقع جنوب محافظة الأحساء في المملكة العربية السعودية، ويربط بين منفذ البطحاء الحُدودي مع الإمارات العربية المتحدة ومُحافظة الدرب في منطقة جازان على الحدود السعودية اليمنية. يربط الطريق بين الطريق السريع رقم 75 في منطقة حرض والطريق السريع رقم 95 غرب المملكة العربية السعودية مُروراً عبر صحراء الربع الخالي ووُصولاً إلى منفذ البطحاء الحُدودي مع الإمارات العربية المتحدة. يبلُغ الطول الإجمالي للطريق 1,480 كيلومترا (920 ميلاً)،
كما أن للطريق جزء يتخذ شكلاً مُستقيماً دون أي انحناءات، سواء لليسار أو لليمين، أو أي انحدارات ملحوظة من خلال الارتفاع للأعلى أو الانخفاض للأسفل بطول إجمالي يبلغ 240 كيلومتراً (150 ميلاً). ولذا فهو مُسجل في موسوعة غينيس للأرقام القياسية باعتباره أطول طريق مستقيم في العالم، ويقع في المركز الثاني الطريق السريع إير (بالإنجليزية: Eyre) في أستراليا والذي يبلُغ طوله 146 كيلومتراً (91 ميلاً).
يبدأ الطريق السريع رقم 10 من تقاطعة مع مسار طريق الساحل الدولي (الطريق السريع 5)، ثم يسير شرقاً ماراً بمُحافظة الدرب ويسير باتجاه الشمال ماراً بكُل من أبها وخميس مشيط وتثليث والخماسين والسليل والخرج وحرض ويُواصل اتجاهه شرقاً حتى ينتهي عند الحدود السعودية مع الإمارات العربية المُتحدة عند منفذ البطحاء.

## الوصف
يبدأ الطريق من الدرب، في جازان على مقربة من البحر الأحمر، حيث يتقاطع مع الطريق السريع 5. يتجه الطريق شمالًا الشرقي، داخل البلاد، مرتفعًا عبر سلسلة جبال ساحلية. يرتفع الطريق إلى 2200 متر فوق مستوى سطح البحر بالقرب من أبها، حيث يتبعه ترقيم مزدوج قصير مع الطريق السريع 15 حتى خميس مشيط، أكبر مدينة على الطريق. المسار عبر الجبال ذو اتجاه واحد، بينما يحتوي الجزء ذو الترقيم المزدوج على الهضبة على 3 إلى 4 مسارات في كل اتجاه، ويعتبر طريقًا شبه سريع مع عدد كبير من التقاطعات المنفصلة. يمر الطريق عبر مدينة خميس مشيط، ثم يتجه شمالًا الشرقي عبر الصحراء الصخرية النائية. يمر هذا الجزء عبر منطقة قليلة السكان ومعزولة للغاية، ولكنه مجهز بمسارين في كل اتجاه. نظرًا لعدم وجود مبانٍ أو طرق متقاطعة، فإنه يعتبر طريقًا سريعًا. ينخفض الطريق السريع تدريجيًا باتجاه الشرق، ويمر عبر الصحراء النائية، حيث تتحول الصحراء الصخرية إلى صحراء رملية.
على الرغم من أن الطريق يقع على بعد مئات الكيلومترات من أقرب مدينة كبيرة، إلا أنه تتوفر دائمًا مسارات مزدوجة في كلا الاتجاهين. ثم تصل إلى مدينة الخرج، جنوب العاصمة الرياض حيث يبدأ الطريق السريع 65 هنا. لا توجد تقاطعات منفصلة في الخرج. على بعد حوالي 180 كيلومترًا شرق الخرج، يتقاطع الطريق مع الطريق السريع 75، الذي يؤدي إلى الهفوف. يواصل الطريق السريع 10 طريقه شرقًا عبر الصحراء الشاسعة حتى الحدود مع دولة الإمارات العربية المتحدة. يحمل الطريق ترقيمًا مزدوجًا مع الطريق السريع 95 عند الحدود. على الجانب الآخر من الحدود، يستمر الطريق E11 إلى أبو ظبي ودبي.